# Anti-Urban
Anti-Urban è il primo EP del gruppo musicale ucraino Drudkh, pubblicato il 16 aprile 2007 dall'etichetta Supernal Music.
Il disco è disponibile direttamente presso l'etichetta ed è stato limitato a una tiratura di 999 dischi in vinile da 10 pollici (di cui solo 992 sono stati effettivamente prodotti). Nel 2009 è stato ristampato in formato mini CD dall'etichetta francese Season of Mist. Questa versione era disponibile solo come parte di un'edizione del cofanetto del loro album Microcosmos, limitata a sole 500 copie.
La prima copia dell'album che è circolata su Internet è stata presa, erroneamente, da una riproduzione a 33,3 giri al minuto. L'album era stato concepito per essere suonato a 45 giri, e quindi le versioni di oltre nove minuti dei brani di Anti-Urban che circolano su Internet sono pubblicate in modo improprio.

## Tracce
Lato A
1. Fallen into Oblivion – 7:00

Lato B
1. Ashes – 6:25

## Formazione
- Krechet – Basso
- Roman Blagih – Voce, tastiera
- Roman Saenko –  Chitarra
- Vlad – Batteria, tastiera